# Tercera cultura
Tercera cultura es un término acuñado por el editor John Brockman en su libro de 1995 The Third Culture. El concepto hace referencia al supuesto divorcio entre la cultura humanística y la científica que C. P. Snow había diagnosticado en su obra Las dos culturas, entendiendo la necesidad de una tercera cultura que aunara, superándolas, a ambas sobre la base de una filosofía natural.
La teoría de la construcción de la tercera cultura (Third-Culture Building) basada en el interaccionismo simbólico, pretende no centrarse tanto en las dificultades comunicativas, como en los resultados de la comunicación, planteando la posibilidad de la construcción cooperativa de una tercera cultura que facilite una comunicación intercultural más efectiva. Para ello, propone el desarrollo de tres modelos para el proceso de construcción de la tercera cultura: el ciclo de actuación en la construcción individual de la tercera cultura, la construcción de la tercera cultura y el tercer modelo basado en la interacción de los dos anteriores: el ciclo de actuación individual y la construcción de la tercera cultura.
Desde esta perspectiva, se plantean cinco fases que se presentan cíclicamente (Chen y Starosta, 1998):
- Comunicación intracultural intrapersonal basada en las etapas de conciencia y presentación unilaterales, caracterizadas por la curiosidad y motivaciones iniciales para la comunicación intercultural.
- Comunicación intercultural interpersonal basada por los estadios de búsqueda de información, de reciprocidad y de ajuste mutuo. Todo intento de superioridad de una de las partes puede desfavorecer la construcción de la tercera cultura.
- Comunicación intercultural retórica, donde las dos partes empiezan a considerar no solo su propia perspectiva cultural y se establecen las funciones de convergencia e integración de aquellos elementos que constituirán la tercera cultura.
- Comunicación metacultural basada en el intercambio simbólico y reinterpretación y los primeros intentos de acción mutua. Se propician dos estadios de reajuste y asimilación mutua, que favorecen respectivamente la reducción de desviaciones respecto a las normas establecidas y el establecimiento de la negociación como aspecto natural en la interacción. Aspectos que a su vez, favorecen trascender de las diferencias entre los referentes culturales que se fusionan en la tercera cultura.
- Comunicación intracultural corresponde al estadio de abandono de la cultura primaria para la formación de una metaidentidad que reinará en las próximas interacciones.

Estos enfoques teóricos, lejos de resultar contradictorios, iluminan el proceso de la
comunicación intercultural desde diversos puntos de mira. (Vila Banos R. 2005, La Competencia Comunicativa Intercultural CAP.2 pp.41-104)

## The Third Culture
El libro incluía aportes de expertos en varias disciplinas que posteriormente participarían frecuentemente en los libros publicados por la Edge Foundation, dirigida por el propio Brockman: 
- el físico Paul Davies
- el biólogo Richard Dawkins
- el filósofo Daniel Dennett
- el paleontólogo Niles Eldredge
- el teórico del caos J. Doyne Farmer
- el físico teórico Murray Gell-Mann
- el biólogo Brian Goodwin
- el biólogo y geólogo Stephen Jay Gould
- el físico Alan Guth
- el inventor W. Daniel Hillis
- el psicólogo Nicholas Humphrey
- el genetista Steve Jones
- el biólogo Stuart Kauffman
- el teórico de sistemas Christopher Langton
- la bióloga Lynn Margulis
- el informático Marvin Minsky
- el físico matemático Roger Penrose
- el científico cognitivo Steven Pinker
- el astrofísico teórico Martin Rees
- el científico cognitivo Roger Schank
- el físico teórico Lee Smolin
- el biólogo Francisco Varela
- el biólogo evolucionista George C. Williams